# Петербурзький протокол (1907)
Петербурзький протокол 1907 (з балтійського питання) — таємний протокол між Росією та Німеччиною, підписаний 16 (29) жовтня 1907 уповноваженими К. А. Губастовим і фон Яговим.
Сторони домовилися зберігати статус-кво на Балтійському морі та взаємно гарантувати недоторканність територіальних володінь у цьому регіоні. Крім того, сторони погодилися укласти договір зі Швецією та Данією про їхню територіальну цілісність.
Ключовим пунктом договору була згода Німеччини на відмову російського уряду від виконання умов Паризького мирного договору 1856 про демілітаризацію Аландських островів.
Росія так і не змогла реалізувати вигоди від цього договору до початку Першої світової війни, хоча вже наступного року отримала згоду балтійських держав на будівництво укріплень на островах.